# Karl Ludwig Roth (Philologe, 1811)
Karl Ludwig Roth (auch Carl Ludwig Roth; * 16. Februar 1811 in Gersbach; † 16. Juli 1860 in Basel) war ein Schweizer klassischer Philologe.

## Leben
Roth war ein Sohn des Pfarrers Christoph Roth. Er besuchte zunächst das Pädagogium Lörrach, dann das Pädagogium Basel. Anschliessend nahm er 1828 das Studium der Theologie an der Universität Basel auf und ging bis 1831 noch für ein Jahr an die Universität Halle. Nach seiner Ordination 1831 wurde er Vikar in Heidelberg. Neben seiner Tätigkeit als Vikar nahm er das Studium der klassischen Philologie an der Ruprecht-Karls-Universität Heidelberg auf. Dort erfolgte 1834 mit der Dissertation L. Cornelii Sisennae historici Romani vita die Promotion zum Dr. phil.
Roth kehrte 1834 nach Basel zurück und wurde Lehrer an der Privatschule von Johannes Kettiger. 1842 kam er als Lehrer des Deutschen und des Lateinischen an das Humanistische Gymnasium Basel. Ab 1852 war er zudem als Dozent und ab 1855 als ausserordentlicher Professor an der Basler Universität tätig. Berufungen an die Eberhard Karls Universität Tübingen (1854) und die Universität Heidelberg lehnte Roth ab.

## Werke (Auswahl)
- L. Cornelii Sisennae historici Romani vitam composuit, Basel 1834.
- Aemilii Probi de excellentibus ducibus et Cornelii Nepotis..., Basel 1841.
- Ueber das Leben des M. Terentius Varro Basel 1857. Google-Digitalisat
- Die Römischen Inschriften des Kantons Basel, Basel 1843 Google-Digitalisat

Daneben veröffentlichte er, wie Ueli Dill es bezeichnete, epochemachende Ausgaben der Werke von Cornelius Nepos (1841) und Suetonius (1865) sowie mit Franz Dorotheus Gerlach von Nonius Marcellus (1842).